# Saverdun

Saverdun este o comună în departamentul Ariège din sudul Franței. În 1 ianuarie 2022 avea o populație de 4.808 de locuitori.